# Paraphasius
Paraphasius is een geslacht van rechtvleugeligen uit de familie krekels (Gryllidae). De wetenschappelijke naam van dit geslacht is voor het eerst geldig gepubliceerd in 1927 door Lucien Chopard.

## Soorten
Het geslacht Paraphasius  is monotypisch en omvat slechts de volgende soort:
- Paraphasius lepturoides (Chopard, 1927)